# Permanent European Conference for the Study of the Rural Landscape
De Permanent European Conference for the Study of the Rural Landscape is een internationaal netwerk van onderzoekers betreffende het landschap.

## Geschiedenis
De PECSRL, ook wel afgekort als Permanent Conference, startte in 1957 met de organisatie van een congres, dat sindsdien elke twee jaar op een andere locatie in Europa wordt georganiseerd. Aanvankelijk richtte het netwerk zich met name op historisch geografen, doch sinds 2002 zijn ook andere landschapswetenschappers welkom. Het is een van de oudst nog bestaande wetenschappelijke netwerken op landschappelijk vlak in Europa.

## Leiding
De leider van het netwerk droeg tot 2006 de titel secretaris-generaal; de laatste was prof. dr. ir. Theo Spek. Tijdens het congres van dat jaar in Berlijn werd gekozen om de functie te vervangen door een bestuur, waarvan Hannes Palang uit Estland sindsdien voorzitter is.

## Edities
| jaar | locatie                                  | post-conference excursion   |
| ---- | ---------------------------------------- | --------------------------- |
| 1957 | Nancy (Frankrijk)                        |                             |
| 1960 | Vadstena (Zweden)                        |                             |
| 1964 | Birmingham (Engeland)                    |                             |
| 1966 | Würzburg (West-Duitsland)                |                             |
| 1969 | Luik (België)                            |                             |
| 1971 | Belfast (Noord-Ierland)                  |                             |
| 1973 | Perugia (Italië)                         |                             |
| 1975 | Warschau (Polen)                         |                             |
| 1977 | Rennes en Quimper (Frankrijk)            |                             |
| 1979 | Roskilde (Denemarken)                    |                             |
| 1981 | Durham en Cambridge (Engeland)           |                             |
| 1985 | Rastede en Hagen (West-Duitsland)        |                             |
| 1987 | Stockholm (Zweden)                       |                             |
| 1990 | Baarn (Nederland) en Gent (België)       |                             |
| 1992 | Lyon (Frankrijk)                         |                             |
| 1994 | Turijn (Italië)                          |                             |
| 1996 | Dublin (Ierland)                         |                             |
| 1998 | Røros en Trondheim (Noorwegen)           |                             |
| 2000 | Londen (Engeland) en Aberystwyth (Wales) |                             |
| 2002 | Tartu en Otepää (Estland)                |                             |
| 2004 | Lemnos en Lesbos (Griekenland)           | Troje en omgeving (Turkije) |
| 2006 | Berlijn en Brandenburg (Duitsland)       | Lublin en omgeving (Polen)  |
| 2008 | Lissabon en Óbidos (Portugal)            |                             |
| 2010 | Riga en Liepaja (Letland)                |                             |
| 2012 | Leeuwarden en Terschelling (Nederland)   | -                           |